# Landkreis Aichach-Friedberg
Landkreis Aichach-Friedberg is een Landkreis in de Duitse deelstaat Beieren. De Landkreis telt 135.024 inwoners (31 december 2020) op een oppervlakte van 783,09 km². Kreisstadt is de stad Aichach.

## Steden en gemeenten
De volgende steden en gemeenten liggen in het Landkreis  (Inwoners op 30-9-2006):
| Steden 1. Aichach (20.877) 2. Friedberg (29.243) Märkte 1. Aindling (4.364) 2. Inchenhofen (2.455) 3. Kühbach (3.958) 4. Mering (12.783) 5. Pöttmes (6.363) Verwaltungsgemeinschaften 1. Aindling (Markt Aindling en de gemeenten Petersdorf en Todtenweis) 2. Dasing (Gemeenten Adelzhausen, Dasing, Eurasburg, Obergriesbach en Sielenbach) 3. Kühbach (Markt Kühbach en de gemeente Schiltberg) 4. Mering (Markt Mering en de gemeenten Schmiechen en Steindorf) 5. Pöttmes (Markt Pöttmes en de gemeente Baar) | Gemeenten 1. Adelzhausen (1.579) 2. Affing (5.235) 3. Baar (1.151) 4. Dasing (5.358) 5. Eurasburg (1.667) 6. Hollenbach (2.361) 7. Kissing (11.286) 8. Merching (3.129) 9. Obergriesbach (1.997) 10. Petersdorf (1.687) 11. Rehling (2.410) 12. Ried (2.938) 13. Schiltberg (1.803) 14. Schmiechen (1.137) 15. Sielenbach (1.540) 16. Steindorf (943) 17. Todtenweis (1.449) |

Aichach-Friedberg · Altötting · Amberg · Amberg-Sulzbach · Ansbach (stad) · Landkreis Ansbach · Aschaffenburg (stad) · Landkreis Aschaffenburg · Augsburg (stad) · Landkreis Augsburg · Bad Kissingen · Bad Tölz-Wolfratshausen · Bamberg (stad) · Landkreis Bamberg · Bayreuth (stad) · Landkreis Bayreuth · Berchtesgadener Land · Cham · Coburg (stad) · Landkreis Coburg · Dachau · Deggendorf · Dillingen an der Donau · Dingolfing Landau · Donau-Ries · Ebersberg · Eichstätt · Erding · Erlangen · Erlangen-Höchstadt · Forchheim · Freising · Feyung-Grafenau · Fürstenfeldbruck · Fürth (stad) · Landkreis Fürth · Garmisch-Partenkirchen · Günzburg · Haßberge · Hof (stad) · Landkreis Hof · Ingolstadt · Kaufbeuren · Kelheim · Kempten im Allgäu · Kitzingen · Kronach · Kulmbach · Landsberg am Lech · Landshut (stad) · Landkreis Landshut · Lichtenfels · Lindau · Main-Spessart · Memmingen · Miesbach · Miltenberg · Mühldorf am Inn · München · Landkreis München · Neuburg-Schrobenhausen · Neumarkt in der Oberpfalz · Neurenberg · Neustadt an der Aisch-Bad Windsheim · Neustadt an der Waldnaab · Neu-Ulm · Nürnberger Land · Oberallgäu · Ostallgäu · Passau (stad) · Landkreis Passau · Pfaffenhofen an der Ilm · Regen · Regensburg (stad) · Landkreis Regensburg · Rhön-Grabfeld · Rosenheim (stad) · Landkreis Rosenheim · Roth · Rottal-Inn · Schwabach · Schwandorf · Schweinfurt (stad) · Landkreis Schweinfurt · Starnberg · Straubing · Straubing-Bogen · Tirschenreuth · Traunstein · Unterallgäu · Weiden in der Oberpfalz · Weilheim-Schongau · Weißenburg-Gunzenhausen · Wunsiedel im Fichtelgebirge · Würzburg (stad) · Landkreis Würzburg
Adelzhausen ·
Affing ·
Aichach ·
Aindling ·
Baar ·
Dasing ·
Eurasburg ·
Friedberg ·
Hollenbach ·
Inchenhofen ·
Kissing ·
Kühbach ·
Merching ·
Mering ·
Obergriesbach ·
Petersdorf ·
Pöttmes ·
Rehling ·
Ried ·
Schiltberg ·
Schmiechen ·
Sielenbach ·
Steindorf ·
Todtenweis